# Вилюй
Вилю́й (якут. Бүлүү) — река в России. Протекает по территории Красноярского края и Якутии. Самый длинный приток Лены и крупнейший из её левых притоков. Таким образом, является вторым по величине её притоком после Алдана. Длина составляет 2650 км, площадь бассейна — 454 000 км², а годовой сток — 46,2 км³.

## Этимология
Название реки Вилюй происходит от искажённого якутского названия «Бюлюю», которое образованно от бурят-монгольского «бюглюю» — «глухая тайга, местность заросшая лесом, кустарником».

## География
Истоки реки расположены на Вилюйском плато Среднесибирского плоскогорья, невдалеке от рек бассейна Нижней Тунгуски. Верхнее течение реки направлено с севера на юг, затем, приняв текущую ему навстречу Чону, Вилюй резко поворачивает на восток и сохраняет направление, близкое к широтному, до самого устья (севернее Сангара), в одном месте большой и крутой излучиной выгибаясь к югу (Сунтарская излучина). В верховьях пересекает болотисто-озёрную равнину, ниже течёт в области развития траппов; здесь долина горного характера с каньонообразными сужениями (до 160 м), крайне извилиста. Склоны обрывистые, покрытые лесом; в русле имеются пороги. От посёлка Чернышевский до устья реки Чиркуо входит в состав водохранилища Вилюйской ГЭС (дала ток в 1967). Фундаментом гидроэлектростанции служат скалы порога Улахан-Хана. Воды водохранилища, подпираемые этой плотиной растянулись вверх по долине реки на 400 км. Для строителей и эксплуатационников ГЭС был построен посёлок Чернышевский. В 140 км ниже от него на пороге Аччыгый-Хана построена новая Светлинская ГЭС.
В нижнем течении протекает по Центральноякутской низменности. Ниже посёлка Сунтар долина расширяется. От города Вилюйска до устья протекает по широкой долине с затопляемой пойменной террасой, в разветвлённом русле с островами. Наибольший из них — остров Хочентах — имеет длину до 15 км.

### Природа
В бассейне реки насчитывается 67 266 озёр, из них крупные: Нидили (площадь зеркала 119 км²), чуть меньше Бырангатталах-Кюёль (35,4 км²), Сурингда (34,2 км²), Эйик (30,2 км²), Дёнгкюдей (27,7 км²), Сюгдер (25 км²), Богуда (22 км²) и Муосаны (глубина — 66 м).
Река и озёра бассейна реки богаты рыбой (осётр, таймень, ленок, нельма, язь, окунь, налим, елец, тугунок, сорога, карась золотой, карась серебряный, щука, ёрш, чир, сиг, ряпушка, гольян, вьюн, песчанка и др.).

## Гидрология
| Средний расход воды (м³/с) реки Вилюй по месяцам с 1936 по 1998 гг. (замеры производились на гидрологическом посту в 122 км от устья) |

Самый протяжённый приток Лены длиной 2650 км, площадь бассейна — 454 тыс. км². Питание смешанное с преобладанием снегового. Средний многолетний расход воды у посёлка Чернышевский (Вилюйская ГЭС) — 641 м³/с, у села Сунтар — 740 м³/с, в 122 км от устья — 1480 м³/с. Максимальные весенние расходы в среднем течении достигают 10 000—15 000 м³/с, минимальные зимние значения до строительства ГЭС на реке составляли 2—5 м³/с.
Среднегодовая температура в бассейне −8 °C. Ледостав — в середине октября, вскрытие — в середине мая. Подъём уровня во время весеннего половодья до 10—15 м, в низовьях наблюдаются ледяные заторы.

## Основные притоки
Основным притоком является река Марха.
Ниже указаны притоки длиной 100 км и более или (если менее) с площадью бассейна более 3000 км²
| Название         | Расстояние от устья | Длина | Площадь бассейна | Положение |
| ---------------- | ------------------- | ----- | ---------------- | --------- |
| Чорон-Юрях       | 122                 | 119   | 2480             | правый    |
| Уоранга          | 156                 | 157   | 2480             | левый     |
| Баппагай         | 170                 | 307   | 4650             | правый    |
| Тангнары         | 184                 | 352   | 6490             | правый    |
| Быракан          | 267                 | 160   | 2340             | правый    |
| Тюнг             | 332                 | 1092  | 49800            | левый     |
| Чыбыда           | 365                 | 451   | 9960             | правый    |
| Тыалычыма        | 377                 | 134   | 2260             | левый     |
| Тонгуо           | 463                 | 317   | 6940             | правый    |
| Тюкян            | 468                 | 747   | 16300            | левый     |
| Марха            | 518                 | 1181  | 99000            | левый     |
| Хонгор           | 573                 | 130   | 1700             | правый    |
| Ботомою          | 620                 | 299   | 3930             | правый    |
| Ыгыатта          | 633                 | 601   | 11200            | левый     |
| Кюндяе           | 698                 | 194   | 3300             | правый    |
| Кемпендяй        | 737                 | 266   | 3110             | правый    |
| Илин-Дели        | 753                 | 101   | 5960             | правый    |
| Арга-Дели        | 773                 | 132   | 1780             | правый    |
| Вилюйчан         | 933                 | 186   | 4560             | правый    |
| Огогут           | 1026                | 147   | 2610             | правый    |
| Оччугуй-Ботуобуя | 1174                | 342   | 11100            | правый    |
| Улахан-Ботуобуя  | 1294                | 459   | 17500            | правый    |
| Ахтаранда        | 1336                | 75    | 15700            | левый     |
| Денкюке          | 1481                | 141   | 1700             | левый     |
| Чона             | 1510                | 802   | 40600            | правый    |
| Улахан-Эдек      | 1653                | 119   | 1640             | левый     |
| Чиркуо           | 1712                | 118   | 7710             | правый    |
| Лахарчана        | 1831                | 202   | 7130             | левый     |
| Улахан-Вава      | 2044                | 374   | 12500            | правый    |
| Сян              | 2044                | 181   | 3510             | левый     |
| Могды            | 2126                | 215   | 3800             | левый     |
| Нижний Вилюйкан  | 2214                | 183   | 3920             | левый     |
| Средний Вилюйкан | 2276                | 187   | 3640             | левый     |
| Верхний Вилюйкан | 2406                | 271   | 4900             | левый     |
| Паспорин         | 2423                | 103   | 1510             | левый     |

## Хозяйственное использование
На реке построены Вилюйская ГЭС (648 МВт, 2,71 млрд кВт⋅ч в год) и Светлинская ГЭС (270 МВт, до 1 млрд кВт⋅ч в год). Эти электростанции — основной источник электроэнергии для автономной энергосистемы, включающей добывающую промышленность и населённые пункты Ленск, Мирный, Айхал, Удачный, Алмазный, Чернышевский и Светлый.
Вилюй свободен от льда около пяти месяцев в году. Река судоходна на 1170 км от устья, в верхнем бьефе Светлинской ГЭС (1170—1320 км от устья) до посёлка Чернышевский, в Вилюйском водохранилище (1320—1790 км от устья) и по впадающей в него реке Чона Плотины электростанций шлюзов не имеют, а потому создают обособленные участки судоходства. Регулярное судоходство осуществляется до села Сунтар в 746 км от устья.
Главные пристани на Вилюе: Промышленный, Хатарык-Хомот, Кысыл-Сыр, Вилюйск, Верхневилюйск, Нюрба.
В бассейне реки — месторождения алмазов (Мирный, Айхал и др), железной руды, фосфоритов, соли, угля, природного газа (месторождения Кысыл-Сыр, Мастах, Ниджили), встречается золото. Район изобилует хвойными лесами, главным образом лиственницей. При добыче природного газа в Кысыл-Сыре из скважин попутно выходит газовый конденсат, который отделяется в газолиновой установке и превращается в свой местный Якутский бензин марки 80, 92, 95, 98 и танкерами по бассейну Вилюя и Лены развозится по всей Якутии.

## Экологическое состояние
Вилюй издавна служил человеку, являясь источником воды и пищи. С началом промышленного освоения региона в середине прошлого века началось интенсивное изменение экологической обстановки, ныне беспокоящее общественность Якутии. Наиболее существенными негативно повлиявшими факторами явились:
- строительство нескольких очередей гидроэлектростанции в верховьях реки (2170 км², затоплено 30 млн м³ леса)
- подземные ядерные взрывы (начиная с 1978 года произведено несколько подземных взрывов, в 1996 году стало известно об их аварийности)
- добыча полезных ископаемых — алмаз, нефть, газ
- сброс отходов посёлков из-за отсутствия очистных сооружений
- воздействие токсических веществ, содержащихся в первых ступенях космических ракет, запускаемых из космодрома «Свободный». Первые ступени ракет, содержащие гептил, в штатном режиме падали в районе посёлков Оргет, Быракан и Тобуйа Верхневилюйского района Якутии.

В середине 2018 года в реку попали промышленные сбросы с предприятий Алроса, в результате из-за сильного загрязнения вода стала непригодна для питьевых нужд жителей нескольких районов Якутии. По состоянию на конец января 2019 года содержание вредных веществ в водах Вилюя превышает норму в несколько десятков раз.

## Фольклор
Существует легенда, что в 200 километрах от Мирного, вдоль поймы правого притока реки Вилюй Олгуйдах или Алгый тимирбить, существует аномальная зона Долина смерти (Улюю Черкечех). Якобы, в том месте находится врытый в землю огромный медный котёл (Хэлдью, Железный дом). По преданию, в древние времена из некой металлической трубы, находившейся под землёй, время от времени вырывался столб огня. В трубе этой жил «мечущий огненные шары» гигант Уот УсумуТонгДуурай. В переводе на русский язык имя чудища означает «злодей, продырявивший Землю, укрывшийся в дыре и уничтожающий всё вокруг».